# Branwell Brontë
Pour les autres membres de la famille, voir Famille Brontë.
Pour les articles homonymes, voir Brontë.
Patrick Branwell Brontë est un peintre et écrivain britannique né le 26 juin 1817 à Thornton (Yorkshire) et mort le 24 septembre 1848 à Haworth. Il est l'unique frère des romancières Charlotte, Emily et Anne Brontë.
Considéré dans sa prime jeunesse comme l'artiste le plus doué de la famille, il est un élément essentiel de l'éveil littéraire de ses sœurs, au travers du développement du monde imaginaire de Glass Town.
Sa vie adulte n'est pas à la hauteur des promesses de l'enfance. Il s'adonne rapidement à l'alcool, puis au laudanum ; un amour déçu avec la femme de l'un de ses employeurs le plonge dans le désespoir, le poussant plus encore vers la déchéance. En proie au delirium tremens, il meurt de la tuberculose en 1848.

## Biographie

### Jeunesse
Quatrième des six enfants et unique fils de Patrick Brontë et de son épouse, Maria Branwell Brontë, il naît à Thornton. Son père, nommé à la cure perpétuelle de Haworth, s'y installe avec sa famille en 1821.
Des quatre enfants Brontë parvenus à l'âge adulte, Branwell semble avoir été considéré dans sa famille comme le plus talentueux, au moins pendant son enfance et sa jeunesse. Tandis que quatre de ses sœurs sont envoyées au pensionnat de Cowan Bridge (conduisant à la mort de ses deux sœurs aînées Maria et Élisabeth), Branwell demeure à la maison où il bénéficie de l'enseignement dispensé par son père, qui lui donne une éducation classique propice à l'admission à Oxford ou à Cambridge.
Branwell participe très activement aux travaux d'écriture de ses sœurs durant l'enfance et l'adolescence, créant des mondes imaginaires, pour lesquels il joue un rôle essentiel et moteur,,.
Les vestiges de ses œuvres juvéniles montrent une collaboration particulière avec Charlotte pour Glass Town, puis pour Angria. Ces mondes imaginaires ont une place essentielle dans l'œuvre des sœurs Brontë, ils sont le cadre où se développent leur imagination et leur amour de l'écriture ; ils constituent également le cadre où sont écrits de très nombreux poèmes des sœurs Brontë.

### Adulte

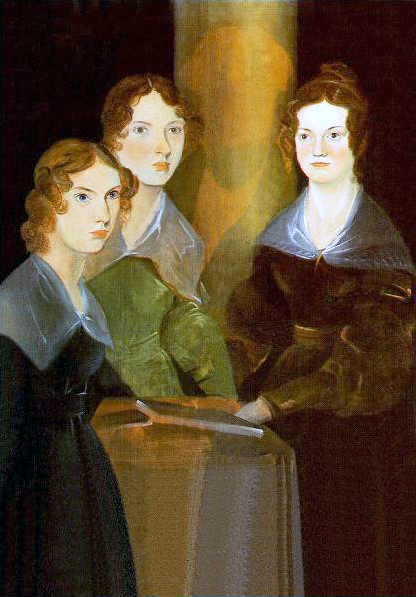
Tableau peint par Branwell Brontë vers 1834 : Anne, Emily et Charlotte (Branwell, qui figurait en haut du tableau, s'est lui-même effacé).

Adulé par les membres de sa famille, qui le considèrent comme le plus doué d'entre eux, moteur de la fratrie dans la conception et l'évolution de leur monde imaginaire de Glass Town, porteur de tous les espoirs en tant que seul descendant mâle de la famille, Branwell va alors devoir se confronter à la réalité du monde. Le choc de cette confrontation, les espoirs déçus et la perte de confiance en soi qui en résultent ont été considérés comme la source de sa déchéance.
Jeune homme, Branwell Brontë est formé comme portraitiste à Haworth et exerce ce travail à Bradford en 1838 et en 1839. Son portrait le plus célèbre est celui de ses trois sœurs (sur lequel il semble s'être fait figurer dans un premier temps). Il veut devenir peintre et part à Londres pour étudier les beaux-arts. En fait, il revient au bout de quelques jours après avoir dilapidé la somme que lui a remise son père. Bien qu'il s'y essaie, il ne parvient jamais à vivre de son art ni même à terminer une grande partie de ses tableaux.
En 1840, Branwell devient précepteur de jeunes garçons dans une famille à Broughton-in-Furness, mais il est congédié au bout de six mois. Pendant ce temps, il a réalisé une traduction d'Horace. Par la suite, il est employé à la compagnie du rail exploitant la nouvelle ligne Leeds-Manchester et obtient un poste à la petite gare de Luddenden Foot en 1841. Cependant, il en est renvoyé en 1842 pour négligence dans la tenue des comptes. Durant cette période, il poursuit ses ambitions littéraires et publie des poèmes sous divers pseudonymes dans la presse du Yorkshire.

### Fatal séjour chez les Robinson

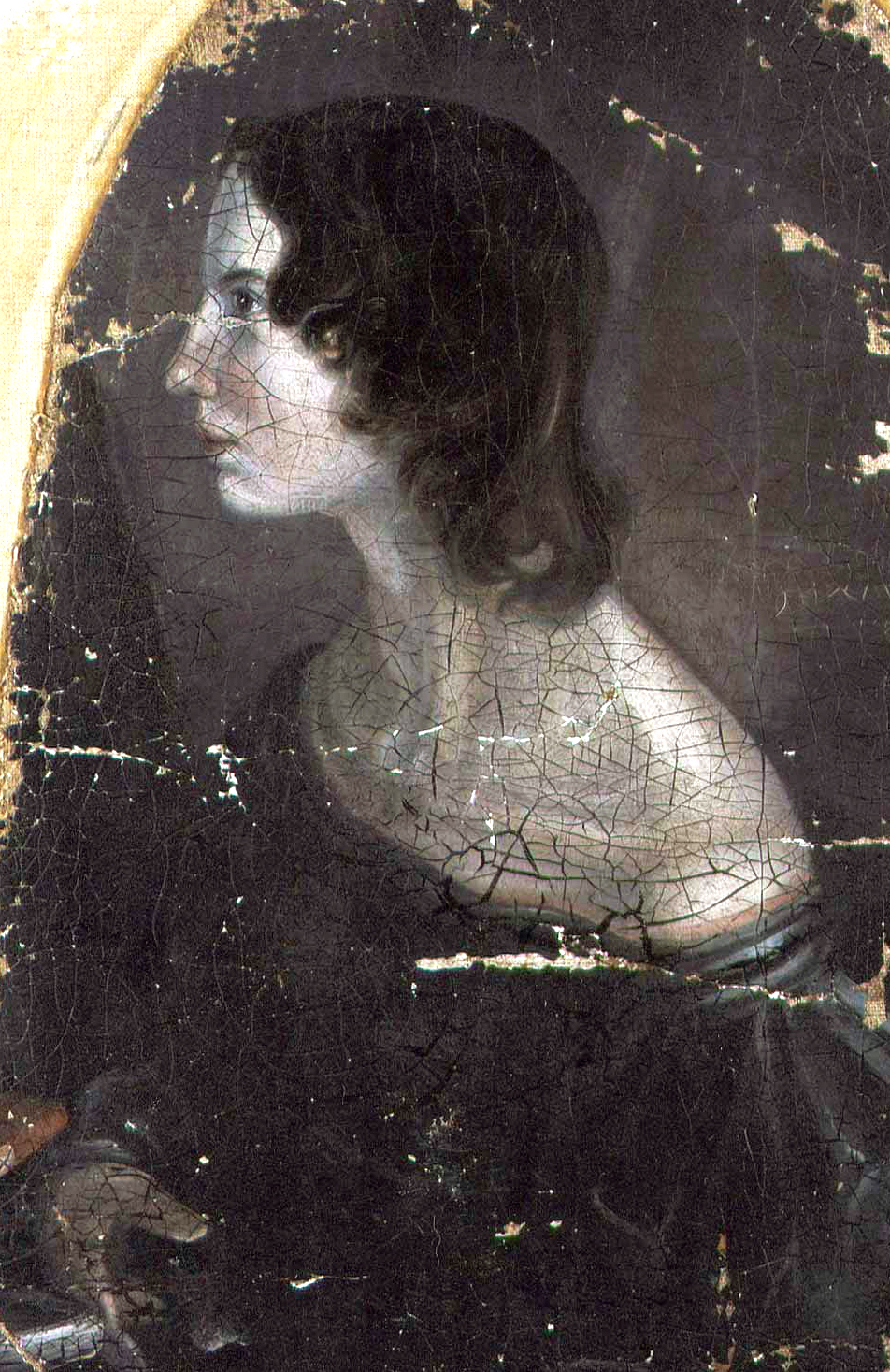
Portrait d'Emily Brontë, par Branwell.

En 1843, sur l'intercession de sa sœur Anne qui y exerce les fonctions de gouvernante, Branwell trouve une nouvelle place de précepteur chez les Robinson, propriétaires terriens, à Thorp Green. Pendant ce temps, il correspond avec quelques-uns de ses vieux amis à propos de son engouement croissant à l'égard de Lydia Robinson, la mère de ses pupilles. Il est congédié pour des raisons non spécifiées en 1845. Il a été dit, en raison du rapport qu'il a fait de l'affaire à sa propre famille, du silence de la famille Robinson sur les raisons de ce renvoi, enfin de dons d'argent que Mrs Robinson lui a fait parvenir par ses domestiques, qu'il a eu une liaison avec cette femme mariée et que la liaison a été découverte par l'époux.

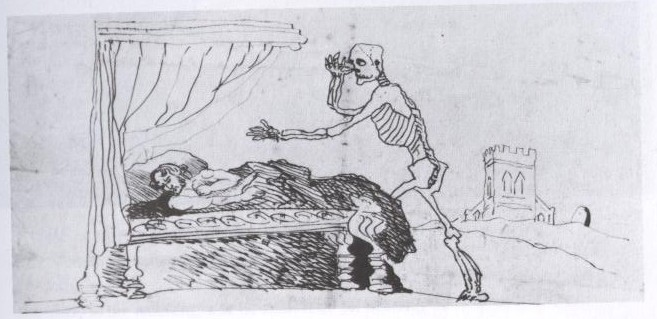
Caricature de Branwell Brontë par lui-même, au lit et convoqué par la mort (vers 1847).

Branwell aurait éprouvé un amour sincère envers cette femme de la grande bourgeoisie terrienne, et son retour à Haworth le plonge dans une immense détresse qu'il noie dans la boisson et la drogue. Il garde cependant l'espoir que Mrs Robinson puisse divorcer et se remarier avec lui. Mais le décès brutal de Mr Robinson met un terme à cette possibilité dont on ne sait, à vrai dire, si elle avait vraiment l'assentiment de l'intéressée, puisque le testament du défunt stipule que sa veuve hérite de tous ses biens à la condition expresse qu'elle n'ait plus le moindre contact avec Branwell Brontë.
Branwell s'enfonce alors de plus en plus dans la boisson et le laudanum. Son comportement devient irrationnel et dangereux, étant victime d'accès de delirium tremens. Les lettres de Charlotte de cette époque révèlent que l'attitude de son frère l'horripile, mais que son père se montre patient avec son fils brisé. Bien que ce soit à cette époque que les premiers romans de ses sœurs sont acceptés par un éditeur, il n'est pas certain qu'il en ait été informé.
La dépendance de Branwell cache un début de tuberculose, et sa famille ne se rend compte qu'il est sérieusement atteint que lorsqu'il s'écroule à l'extérieur de la maison et qu'un médecin local identifie les stades terminaux de la maladie. Les premiers symptômes n'ayant pas été décelés à temps, il meurt peu après, alors même qu'il se dresse et se penche contre le manteau de la cheminée, simplement pour prouver qu'il en est capable.

## Œuvres
Il reste de lui quelques tableaux, notamment un portrait de ses trois sœurs.
Branwell est aussi l'auteur des Juvenilia qu'il a écrits, enfant et adolescent, avec sa sœur Charlotte, entre autres Glass Town et Angria, de poèmes, certains écrits en prose ou en vers sous le pseudonyme de « Northangerland », tel Real Rest publié par le Halifax Guardian le 8 novembre 1846, de quelques articles acceptés par des revues locales et d'un roman inachevé datant probablement de 1845 et intitulé And the Weary are at Rest (« Et ceux qui sont las sont en paix »).

### Un poème de Branwell
(Poème choisi pour sa brièveté)
Mary's Prayer (« La prière de Marie »)
| Remember when Death's dark wing Has borne me far from thee; When, freed from all this suffering, My grave shall cover me. Remember me, and, if I die To perish utterly, Yet shrined within thy memory Thy Heart my Heaven shall be! ’Twas all I wished, when first I gave This hand unstained and free, That I from thence might ever have A place, my lord, with thee. So, if from off my dying bed Thou'dst banish misery, Oh say that when I'm cold and dead Though wilt remember me! | Souviens-toi, quand l'aile noire de la Mort Loin de toi m'aura emportée Quand, libérée de toute ma souffrance, Ensevelie dans la tombe je serai. Souviens-toi de moi, et, si je meurs De cette mort qui tout anéantit, Enchâssé encore dans ton souvenir Ton Cœur sera mon Paradis ! Cela seul je le désirais, quand je donnai Ma main vierge de souillure et libre, Que de ce jour-là, pour toujours j'aie Seigneur, ma place auprès de toi. Alors, si de mon lit de mort Tu voulais chasser la sombre détresse, Oh, dis-moi, lorsque je serai morte et glacée En toi, mon souvenir à jamais vivra ! |

## Postérité
Dans le film Les Sœurs Brontë réalisé par André Téchiné en 1979, Branwell Brontë est incarné par Pascal Greggory.
Dans le téléfilm La Vie des sœurs Brontë (titre original :To Walk Invisible: The Bronte Sisters), réalisé par Sally Wainwright en 2016, il est incarné par Adam Nagaitis.